# 陳幼學 (萬曆己丑進士)
陳幼學（1541年—1624年），字志行，世稱筠塘先生，直隸常州府无锡县人，明朝名臣，列《明史循吏傳》之中。

## 生平
萬曆元年（1573年）癸酉科應天府鄉試舉人，萬曆十七年（1589年），陳幼學中三甲進士，授河南確山縣知縣，潔己奉公，政務惠民，任內墾荒八百餘頃和核黃河退地百三十餘頃給貧民、又置紡車八百餘輛為婦女提供收入、積粟萬二千石以備荒、建房一千二百間給貧民，開河渠百九十八道。後來，在持正執法逮捕行太僕卿陳耀文家人後，陳幼學被調任至中牟縣縣令，期間積極處理蝗災、再開荒地百餘頃、給貧民牛種紡具、大興水利河堤、以工代賑，修建社學、任內政績茂著，人稱「治行無雙」。不久升爲刑部主事、歷員外郎、刑部郎中，恤刑畿輔，多所平反，出矜疑三百餘人。
萬曆三十二年（1604年），陳幼學隨後被升至湖州知府，任期內屢有政績，當時猾紳豪強施敏，楊陞橫行鄉里，幼學捕之治如律，民為之謠「公來如炮，施敏埋窖，公去如雷，楊陞飛灰」。萬曆三十六年，湖南遭大水，幼學杖杀大水後趁機搶奪的奸民，維持秩序；召父老議賑勸糴，設立粥場分食飢民；置義田三百畝，移饑民修塘就食；號召富民從江、楚買米，並讓他們各自籌劃救災計劃，數月後四方米運雲集，本地米價頓減。陳幼學的賑災政策救活了三十四萬人，為從來救荒第一，離任後當地人追憶其善政猶感泣不巳。
後來朝廷為嘉獎而加官按察使副使，仍視郡事。萬曆三十八年升江西按察司副使、九江兵備，以母老辞官终养。母喪后陳幼學丁憂告歸，自此家居十五年不復出，并成為東林書院的講席尊長。後經朱國禎舉薦，天啓三年（1623年）起用为南京光禄寺少卿，四年改太常少卿，俱不赴。次年去世，享年84歲。

## 著作
著有《欽恤题稿》、《正删正罪》、《知芸堂日録》、《三方臆断》、《百將傳》、《摘抄》等書。

## 家族
髙祖近桥公，祖父司朴公陳泰，父贈湖州知府近竹公陳萃，母杜恭人。
長子陳正卿，舉人；次子陳睦卿、陳吉卿。